# Unterwellenborn
Unterwellenborn – miejscowość i gmina w Niemczech, w kraju związkowym Turyngia, w powiecie Saalfeld-Rudolstadt.
6 lipca 2018 do gminy przyłączono gminę Kamsdorf, która stała się automatycznie jej częścią (Ortsteil).